# Mohamed Amine Hamzaoui
Mohamed Amine Hamzaoui (arabe : محمد أمين حمزاوي), alias Hamzaoui Med Amine, est un rappeur et acteur tunisien originaire de Kairouan.

## Biographie
Installé à l'Ariana, il devient célèbre après la révolution de 2011 avec sa chanson Zakataka interprétée en duo avec Klay BBJ.
En 2012 puis 2014, il interprète le rôle d'Haroun Bechikh dans la série télévisée Maktoub de Sami Fehri.
Le 9 mai 2017, il annonce sur sa page Facebook qu'il met un terme à sa carrière et ferme ses comptes sur les réseaux sociaux.

## Répertoire
- Ajma3in
- Des Images
- El Ensanya Niya
- El Insaniya avec Klay BBJ
- Fi Houma Arbi
- Ghader Lasshab avec Klay BBJ
- Grayda avec Crack et Weld El Mahfoudhi
- Houmani avec Kafon, qui dépasse 25 millions de vues sur YouTube en décembre 2013[3]
- Khalini Netkayef
- Man9ader 7ad
- Mani Wlidek avec Kafon et Sabri
- Mouch Men Houni avec Weld El Mahfoudhi
- Palestine avec Klay BBJ
- Ritouchi avec Klay BBJ
- S5ouna Twala3
- Sidi Arbi avec Crack
- Skhouna Twalaa
- Ti Khalouni avec Weld El Mahfoudhi et Crack
- Tounes El Khadra avec Phenix
- Waktech avec Klay BBJ
- Wini Gimti avec Weld El Mahfoudhi et Crack
- Wled 9
- Yal Echra avec Klay BBJ
- Zakataka avec Klay BBJ
- Zawali Ayech avec Klay BBJ et Bendir Man

## Filmographie

### Cinéma
- 2012 : Jeudi après-midi de Mohamed Damak
- 2013 : Comme un fils (court métrage) de Aymen Lajmi
- 2018 : Vent du nord (long métrage) de Walid Mattar
- 2024 : Le Pont (long métrage) de Walid Mattar

### Télévision

#### Séries
- 2010 : Njoum Ellil (saison 2) de Madih Belaïd
- 2012-2014 : Maktoub (saisons 3-4) de Sami Fehri : Haroun Bechikh
- 2014 : School (saison 1)
- 2016 : Hedhoukom (épisode : Mafamech Dukhul) d'Abdelhamid Bouchnak
- 2016 : Bolice 2.0 de Majdi Smiri

#### Émissions
- 2012 : Le Crocodile (épisode 6) sur Ettounsiya TV
- 2014 : L'anglizi (épisode 24) sur Tunisna TV
- 2014 : Maândek Win Tohreb (épisode 5) sur Tunisna TV
- 2014 : Taxi 2 (épisode 18) sur Nessma
- 2016 : Hkayet Tounsia (épisode 5) sur Ettounsiya TV

### Vidéos
- 2011 : spot publicitaire pour Evertek
- 2011 : spot publicitaire pour GlobalNet
- 2011 : spot publicitaire pour Boga
- 2011 : spot publicitaire pour Tunisie Télécom
- 2015 : spot publicitaire pour Vit'up

## Théâtre
- 2011 : L'Avenue d'Ayoub Jaouadi